# Halbherr (Patriziergeschlecht)
Halbherr war der Name eines alten adligen Augsburger Patriziergeschlechtes, das im Mannesstamm erlosch.

## Geschichte
Möglicherweise war die Familie vor 1306 aus Füssen zugewandert. Dem Historiker Paul von Stetten zufolge, gehörten die Halbherr im 14. und 15. Jahrhundert in Augsburg und Memmingen den Patrizier- bzw. Geschlechterstand an. 1312 erhielten Bernhardus "dictus Halpherr" und 1317 Hermannus "dictus Halbherr de faucibus" das Augsburger Bürgerrecht. 1330 bekleidete Konrad Halbherr das Amt des Baumeisters. 1352 erscheint "Adelheid Halbherrin, Berchtold Halbherren selige Wittib." 1357 lebte Berchtold Halbherr, der von Konrad von Holzheim einige Güter in Possenried kaufte. Die Tochter Berchtolds, Catharina Halbherr heiratete Bartholomäus Riederer, der 1363 und 1370 zweimal als Stadtpfleger fungierte. 1401 verlieh der Augsburger Bischof Burkhard von Ellerbach einen Zehent aus einigen Höfen zu Bobingen an die ledige Anna Halbherr. 1420 vermachte Catharina Halbherr den ererbten Besitz der "Sammlung zum (Kloster Maria) Stern." Die Familie dürfte im 15. Jahrhundert im Mannesstamm erloschen sein.

## Wappen
Blasonierung: In Silber ein schwarzer Roch, derselbe auf dem Helm. Decken schwarz-silbern.
Historische Wappenbilder

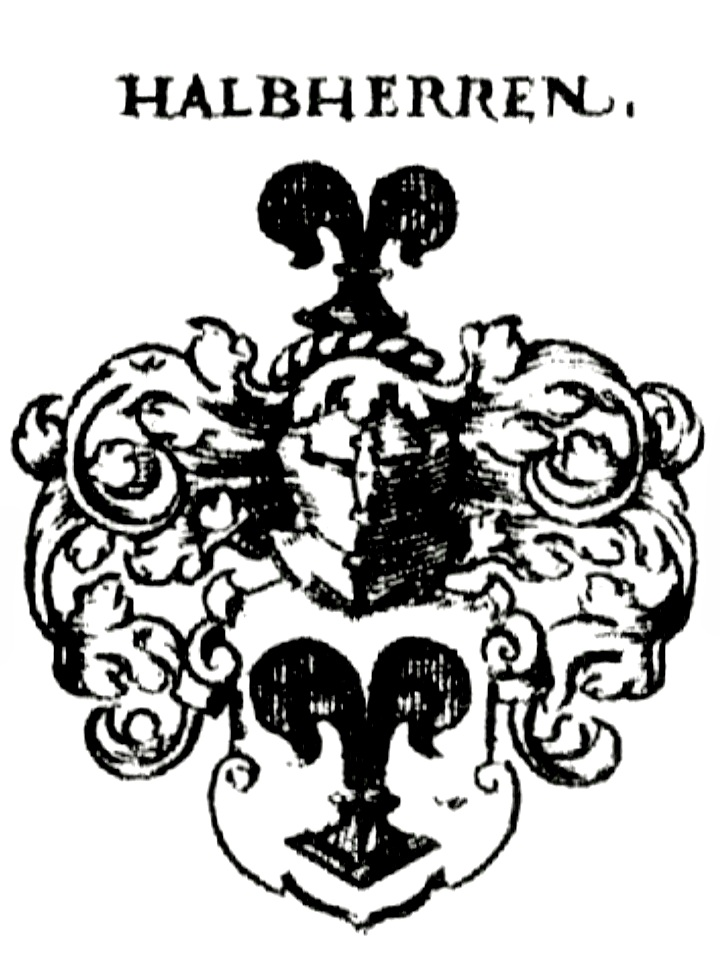
Wappen der Halbherr in Johann Siebmachers Wappenbuch 1702
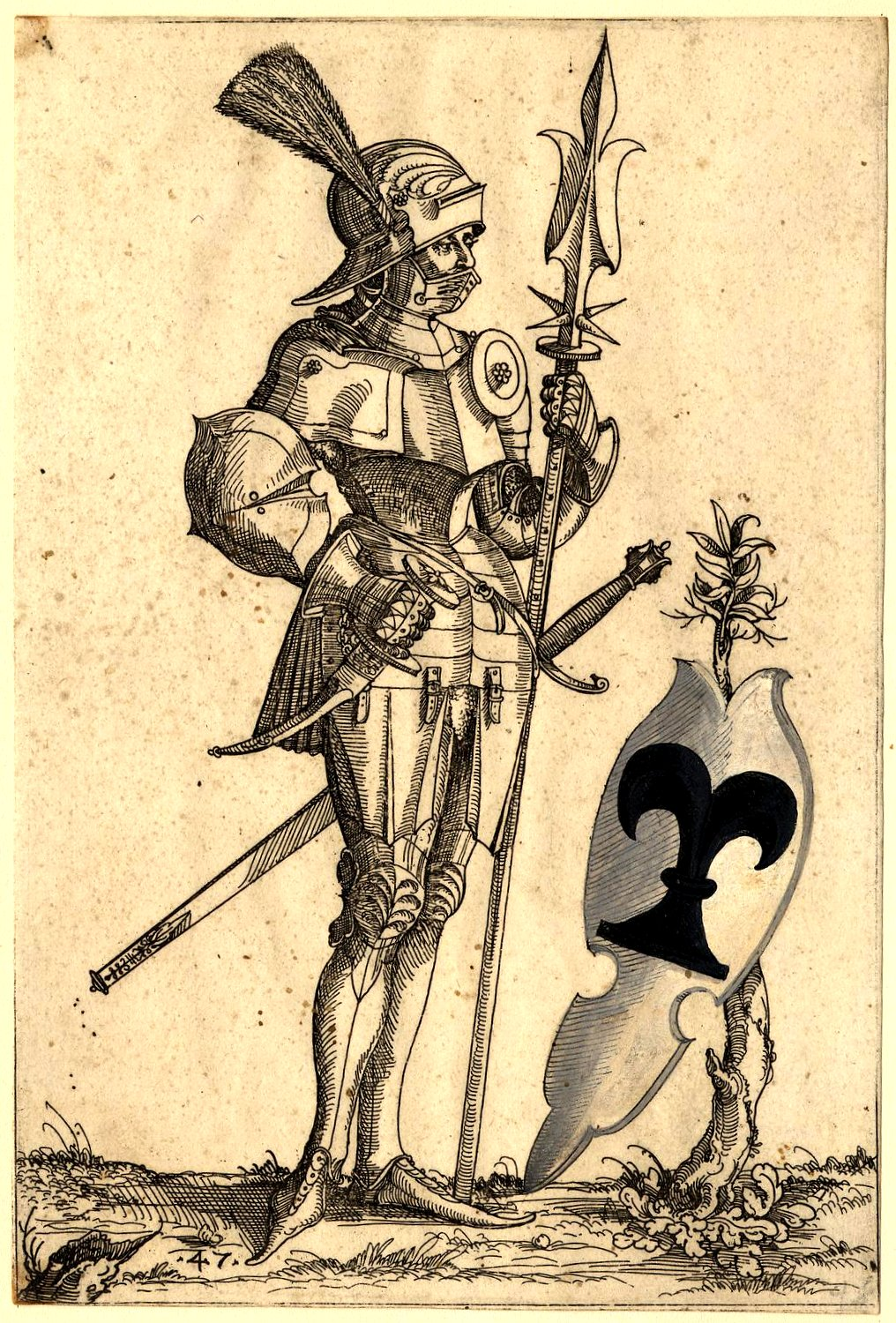
Halbherr, Buchillustration mit Wappenschild, 16. Jahrhundert

## Genealogie (Auswahl)
- Berchtold (I.) Halberr († vor 1346); ⚭ Adelheid NN
  - Berchtold (II.) Halbherr (steuerte 1356–1359; † vor 1359/62); ⚭ Anna NN (urkundlich 1362–1407 als Witwe, † 1407 (nach 1411?))
    - N.N. (älteste Tochter) ⚭ Konrad (IV.) Welser, steuerte 1364–1368
    - Konrad Halbherr († 1392 (1393?))
    - Jungfrau Anna Halbherr († 1403 (nach 1411?))
    - Catharina Halbherr († nach 1396 († 1420, ab 1365 Nonne im Kloster Maria Stern)); ⚭ Bartholomäus Riederer (aus dem Augsburger Patriziergeschlecht Riederer, das 1303–1406 dort urkundlich belegt ist)
    - Berchtold (III.) Halbherr (* ca. 1340); ⚭ NN
      - Afra Halbherr (* ca. 1375); ⚭ Matthäus Keller

  - Catharina Halbherr (* ca. 1300); ⚭ Berchtold Riederer

(Quelle:)